# Psectrogaster curviventris
Psectrogaster curviventris är en fiskart som beskrevs av Eigenmann och Kennedy, 1903. Psectrogaster curviventris ingår i släktet Psectrogaster och familjen Curimatidae. Inga underarter finns listade i Catalogue of Life.